# Rotterdamse stadsroutes
De Rotterdamse stadsroutes zijn hoofd- en verbindingswegen in Rotterdam en omstreken. 
De S100 is een ringweg om het centrum van Rotterdam. De hoofdwegen S101 t/m S114 sluiten aan op de Ring Rotterdam. De overige S-wegen zijn verbindingswegen tussen de diverse s-wegen en de ring. 

## Realisering
In 2010 is de realisering van de s-wegen in Rotterdam begonnen. Tijdens bijvoorbeeld wegwerkzaamheden werden de borden op de verschillende wegen geplaatst. In 2012 werd een groot deel van de S100 t/m S114 bewegwijzerd,  stadsroutes S116 t/m S127 volgden later. Het netwerk is nog niet compleet, een aantal routes zijn nog in studie.

## Overzicht hoofdroutes
- S100 (Centrumring): Droogleever Fortuynplein – Westzeedijk – Vasteland – Boompjes – Maasboulevard – Oostmolenwerf – Oostplein – Goudsesingel – Pompenburg – Hofplein – Weena – Weenatunnel – Henegouwerlaan – 's-Gravendijkwal – Droogleever Fortuynplein
- S101: (S102/S103/S120) Maastunnelplein – Doklaan – Waalhaven – Reeweg – (A15) –  Willem Barentszstraat – Groenedijk – (Vondelingenweg)
- S102: (S101/S103/S120) Maastunnelplein – Dorpsweg – Groene Kruisweg – Groene Kruisplein (A15) – N492 Groene Kruisweg – (N492 Spijkernisserbrug)
- S103: (S100) Droogleever Fortuynplein – Maastunnel – Pleinweg – Zuidplein – Vaanweg – Vaanplein – (A15/A29)
- S104: (S126) Kreekhuizenplein – IJsselmondse Randweg – (A15)
- S105: (S106) – Olympiaweg – Groeninx van Zoelenlaan – Rotterdamseweg – (A38)
- S106: (S100) – Erasmusbrug – Laan Op Zuid – Varkenoordse Viaduct – Stadionweg – (A16)
- S107: (S100) – Maasboulevard – Abram van Rijckevorselweg – Kralingseplein (A16) – N210 Abraham van Rijckevorselweg – Capelseplein – (N210/N219/S127)
- S108: (S107) – Kralingse Zoom – Jacques Dutilhweg – (A16)
- S109: (S100) – Boezemweg – Boezemstraat – Bosdreef – Hoofdweg – Capelseweg – (A20)
- S111: (A20) – Gordelweg – Boezemlaan – (S109)
- S112: (S100) Hofplein – Schiekade – Schieweg – Schieplein (A20) – N471 G.K. van Hogendorpweg – Doenkadeplein – (N209/N471)
- S113: (S100) – Statentunnel – Statenweg – Stadhoudersweg – Kleinpolderplein – (A13/A20)
- S114: (S100) – Droogleever Fortuynplein – Westzeedijk – Vierhavensstraat – Marconiplein – Tjalklaan –  Matlingeweg – Doenbrug – (A13/N209)
- S115: (S100) – Beukelsdijk – Beukelsweg – Horváthweg – (Horvathweg)
- S118: (S123/S126) – Spinozaweg – Slinge – Zuiderparkweg – Driemanssteeweg – Groene Kruisweg – (A15/N492/S102)
- S120: (S106/S123) – 2e Rosestraat – Putselaan – Brielselaan – Maastunnelplein – (S101/S102/S103)
- S121: (S103) – Zuiderparkweg – (Rhoonsebaan)
- S122: (S100) - Erasmusbrug – Posthumalaan – Hillelaan – Maashaven Oostzijde – Dordtselaan – Strevelsweg – (S103/S125)
- S123: (S100) – Willemsbrug – Brugweg – Prins Hendrikkade – Koninginnebrug – Nassaukade – Roentgenstraat – Rosestraat – 2e Rosestraat – Colosseumweg – Molenvliet – Spinozaweg – Victor Hugoweg (S103/S126)
- S124: (S103) – Oldegaarde – (S102)
- S125: (S106) – Coen Moulijnweg – Stadionviaduct – Breeweg – Strevelsweg – (S103/S122)
- S126: (S103/S123) – Victor Hugoweg – Spinozaweg – Kreekhuizenlaan – Klein Nieuwland – Adriaan Volkerlaan – IJsselmondseplein (A16/S106)